# Béla Guttmann
Béla Guttmann ([ˈbeːlɒ ˈɡutmɒnː]IPA; 27. ledna 1899 – 28. srpna 1981) byl maďarský fotbalista a trenér. Hrál jako záložník za MTK Hungária FC, SC Hakoah Vídeň, maďarskou reprezentaci a několik klubů ve Spojených státech. Je znám především z trenérského a manažerského působení v AC Milán, São Paulo FC, FC Porto, Benfice a CA Peñarol. Největších úspěchů dosáhl s Benficou Lisabon, když mužstvo dovedl k vítězství ve dvou po sobě jdoucích ročnících Poháru mistrů evropských zemí, který vyhrál v letech 1961 a 1962.
Spolu s Mártonem Bukovim a Gusztávem Sebesem patřil ke trojici fotbalových inovátorů, trenérů, kteří propagovali rozestavení 4-2-4. Jiným jeho velkým úspěchem bylo angažmá Eusébia v Benfice Lisabon. Nicméně celou kariéry provázely kontroverze. Jako hráč i jako trenér měnil často působiště, málokdy zůstal v klubu déle než dvě sezony, a je znám jeho výrok: třetí sezóna je fatální. Byl vyhozen z AC Milán v době, kdy vedl Serii A a odešel z Benficy poté, co vedení odmítlo jeho žádost o zvýšení platu; údajně při odchodu klub proklel.

## Hráčská kariéra

### Klubová

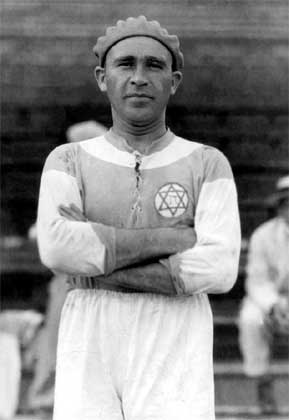
Béla Guttmann během působení v Hakoah Vídeň (1925)

Guttmann byl v roce 1920 platným hráčem MTK Hungária FC. Hrál po boku Gyuly Mándiho, pomohl MTK vyhrát maďarskou ligu v roce 1920 a 1921. V roce 1922 se přestěhoval do Vídně, aby se vyhnul antisemitismu v horthyovském Maďarsku, a vstoupil do židovského klubu SC Hakoah Vídeň. V roce 1925 získal další ligový titul, když Hakoah vyhrál Rakouskou ligu. V dubnu 1926 SC Hakoah Vídeň odplul do New Yorku k deseti utkáním plánovaným během turné po Spojených státech. Na Polo Grounds sledovalo 1. května 46 tisíc diváků zápas proti American Soccer League XI, tým ASL vyhrál 3-0. Během následujícího turné se Guttmann s několika spoluhráči rozhodl zůstat v USA. Poté, co hrál zpočátku za Brooklyn Wanderers, podepsal smlouvu s New York Giants z Americké fotbalové ligy, sehrál 83 zápasů a vstřelil dva góly během dvou sezón.

## Úspěchy

### Hráč
MTK Hungária FC
- Maďarská liga: 1919/20, 1920/21

SC Hakoah Vídeň
- Rakouská liga: 1924/25

New York Hakoah
- Národní Challenge Cup: 1929

### Manažer
Újpest FC/Újpesti TE
- Maďarská liga
- 1938/39, 1946/47
- Mitropa Cup: 1939

São Paulo
- São Paulo Státní Mistrovství: 1957

Porto
- Portugalská Liga: 1958/59

Benfica
- Pohár mistrů evropských zemí: 1960/61, 1961/62
- Primeira Divisão: 1959/60, 1960/61
- Portugalský pohár: 1961/62

Peñarol
- Uruguayská liga: 1953 (trénoval na začátku sezóny)